# Conus hieroglyphus
Conus hieroglyphus is een in zee levende slakkensoort uit de familie Conidae. De soort werd in 1833 beschreven door Pierre Louis Duclos. Net zoals alle soorten binnen het geslacht Conus zijn deze slakken roofzuchtig en giftig. Zij bezitten een harpoenachtige structuur waarmee ze hun prooi kunnen steken en verlammen.

## Verspreiding
Deze soort komt voor in de Caraïbische Zee bij Aruba. Naast Conasprella wendrosi en Conus curassaviensis is Conus hieroglyphus een van de drie endemische slakkensoorten van Aruba.